# Leucostethus argyrogaster
Leucostethus argyrogaster  (лат.) — вид бесхвостых земноводных из семейства древолазов.

## Описание
Спина светло-коричневая, бока тёмно-коричневые. Косая боковая линия серебристого цвета, спинная поверхность бедра кремовая, задняя поверхность бедра и внутренней поверхность голени оранжевые. Горло и грудь кремовые, живот серебристый, радужная оболочка бронзовая. Паховая область самцов оранжевая. Диски на пальцах расширены. Длина самцов — 19,8 мм, самок — 22,1 мм.

## Распространение
Встречается на севере Перу в западной части бассейна Амазонки на высоте 500—650 м.